# ویکسبورگ (ایندیانا)
ویکسبورگ (به انگلیسی: Vicksburg) یک منطقهٔ مسکونی در ایالات متحده آمریکا است که در شهرستان گرین، ایندیانا واقع شده‌است. ویکسبورگ ۱۸۵٫۹۳ متر بالاتر از سطح دریا واقع شده‌است.